# Козьмино (Приморский край)
Ко́зьмино — упразднённое село входившее в состав Находкинского городского округа Приморского края. В 2004 включено в состав города Находки. Вблизи бывшего села находится «Спецморнефтепорт Козьмино». 

## Физико-географическая характеристика

### Географическое положение
Посёлок Козьмино расположен в 30 км к востоку от Находки[уточнить] на северном берегу озера Второе вблизи залива Находка. Район озера хорошо защищен от ветров. Местность расположена на полуострове, с трёх сторон окруженном морем.

### Климат
| Показатель                    | Янв.  | Фев.  | Март | Апр. | Май  | Июнь | Июль | Авг. | Сен. | Окт. | Нояб. | Дек.  | Год   |
| ----------------------------- | ----- | ----- | ---- | ---- | ---- | ---- | ---- | ---- | ---- | ---- | ----- | ----- | ----- |
| Абсолютный максимум, °C       | 9,4   | 7,8   | 15,0 | 30,6 | 29,4 | 30,0 | 37,2 | 34,4 | 27,8 | 23,9 | 22,2  | 10,0  | 37,2  |
| Средний суточный максимум, °C | −7,2  | −4,4  | 2,2  | 8,3  | 13,3 | 16,1 | 20,6 | 22,8 | 18,9 | 12,2 | 2,8   | −4,4  | 8,3   |
| Средняя температура, °C       | −10   | −7,2  | −0,6 | 5,6  | 10,6 | 14,4 | 18,9 | 21,1 | 16,1 | 8,9  | 0,0   | −7,2  | 5,6   |
| Средний суточный минимум, °C  | −12,8 | −10   | −3,9 | 2,8  | 7,8  | 12,2 | 17,2 | 18,3 | 12,8 | 5,6  | −2,8  | −10   | 2,8   |
| Абсолютный минимум, °C        | −27,2 | −22,8 | −15  | −7,8 | 0,0  | 3,9  | 6,1  | 11,1 | 0,0  | −7,2 | −17,8 | −22,2 | −27,2 |
| Норма осадков, мм             | 16    | 19    | 24   | 54   | 68   | 99   | 131  | 159  | 139  | 50   | 31    | 18    | 808   |
| Источник: weatherbase         |       |       |      |      |      |      |      |      |      |      |       |       |       |

## История
Название посёлка происходит от наименования рядом расположенной бухты Козьмина, названной в честь знаменитого гидрографа первой половины XIX века, исследователя Северного Ледовитого океана и побережья Дальнего Востока России — Прокофия Козьмина.
Деревня Рюрик на берегу бухты Козьмина основана в 1905 году.. В 1928 году построен рыбоперерабатывающий комбинат, деревня преобразована в посёлок Козьмино. В 1930-х гг. открыт рыболовецкий колхоз. До 1980-х гг. действовала рыбопромысловая база.

## Население
| 2002 |
| ---- |
| 557  |

Согласно результатам переписи 2002 года, в национальной структуре населения русские составляли 90 %.